# Чарлс Хокин
Чарлс Данијел Хокин Брускети (шп. Charles Daniel Hockin Brusquetti; 4. новембар 1989) парагвајски је пливач чија специјалност су трке стилом. 
Млађи је брат најуспешнијег парагвајског пливача свих времена Бена Хокина. 

## Спортска каријера
Хокин је са наступима на међународној сцени започео током 2010, а прво велико такмичење на коме је учествовао је било светско првенство у малим базенима у Дубаију 2010. године. На светским првенствима у великим базенима је дебитовао у Барселони 2013, такмичио се и у Казању 2015, Будимпешти 2017. и Квангџуу 2019, а најбољи појединачни резултат су му била 27. места у Будимпешти на 50 и 100 леђно, те 29. место у Квангџуу на 50 леђно. 
У три наврата је наступао и на Панамеричким играма, у Гвадалахари 2011, Торонту 2015. и Лими 2019, а на сваким од игара је изборио пласмане у финала својих дисциплина. 
Највеће успехе у каријери је постизао на првенствима Јужне Америке, односно на Јужноамеричким играма, са којих има освојених неколико медаља. 